# Sphecozone varia
Sphecozone varia là một loài nhện trong họ Linyphiidae. Loài này được phát hiện ở Peru.